# Ресе-сюр-Урс (кантон)
Ресе-сюр-Урс (фр. Recey-sur-Ource) — кантон во Франции, находится в регионе Бургундия. Департамент кантона — Кот-д’Ор. Входит в состав округа Монбар. Население кантона на 2006 год составляло 2009 человек.
Код INSEE кантона — 2128. Всего в кантон Ресе-сюр-Урс входят 17 коммун, из них главной коммуной является Ресе-сюр-Урс.

## Коммуны кантона
- Бенёвр — население 97 чел.
- Бюр-ле-Тамплие — население 137 чел.
- Бюксероль — население 27 чел.
- Шамбен — население 32 чел.
- Шоже (Кот-д’Ор) — население 18 чел.
- Эссаруа — население 90 чел.
- Фавроль-ле-Люсе — население 34 чел.
- Гюржи-ла-Виль — население 34 чел.
- Гюржи-ле-Шато — население 52 чел.
- Лёгле — население 359 чел.
- Люсе — население 57 чел.
- Менебль — население 11 чел.
- Монмуайен — население 86 чел.
- Ресе-сюр-Урс — население 398 чел.
- Сен-Бруэн-ле-Муан — население 183 чел.
- Терфондре — население 59 чел.
- Вулен-ле-Тамплие — население 335 чел.